# 結城友奈は勇者である 花結いのきらめき
『結城友奈は勇者である 花結いのきらめき』（ゆうきゆうなはゆうしゃである はなゆいのきらめき）は、タカヒロ企画・原案による『勇者であるシリーズ』を題材としたスマートフォンおよびPCブラウザ用ゲーム。略称は「ゆゆゆい」。

## 概要
制作はKADOKAWA アスキー・メディアワークス、オルトプラス、scopes。『結城友奈は勇者である』、『鷲尾須美は勇者である』、『乃木若葉は勇者である』、『白鳥歌野は勇者である』、『楠芽吹は勇者である』『上里ひなたは巫女である』『芙蓉友奈は勇者でない』の各作品に登場する勇者15人・巫女5人・防人4人・その他2人と、本作オリジナルの勇者2人、鏑矢2人、巫女1人、その他2人の合計33人が共演するクロスオーバー作品となっている。
スマートフォン用ゲームアプリとして、オルトプラスより2017年6月8日にサービス開始（対応OSはAndroid・iOS）。同年10月19日にはDMM.com（PCブラウザ版）のサービスが開始された（対応OSはWindows 7以降）。基本プレイ無料で、アイテム課金が存在する。
2022年10月28日をもってサービスを終了。サービス終了に伴いコンシューマプラットフォームへの移植が発表された。開発はエンターグラム、対応ハードはPlayStation 4、Nintendo Switch。アプリ版のストーリー部分のみを取り出した全8巻構成で、上巻（1巻から4巻）が2024年1月25日に、下巻（5巻から8巻）が2024年3月21日に発売された。

## ゲームシステム
ゲーム難易度はノーマル・ハード・エキスパートの3段階が設定されており、それぞれ異なるシナリオが用意されている。

### ストーリー
ストーリーは各々の原作ストーリーを再現した「結城友奈の章」、「鷲尾須美の章」、「乃木若葉の章」、「白鳥歌野の章」、「勇者史外典」と、オリジナルキャラの過去を描いた「秋原雪花の章」「古波蔵棗の章」、各シリーズのキャラクターが共演するオリジナルストーリー「花結いの章」「石紡ぎの章」の10つが用意されている。このほか、期間限定イベントも登場する。原作ストーリーについては、「結城友奈の章」を除いて物語のターニングポイントよりも前の時系列から登場するため、原作の途中までしか描かれていない。

### バトルパート
キャラクターを二人一組で操作するタワーディフェンスゲームである。
本作の勇者は全員が最新式（「結城友奈の章」終了時点）の勇者システムで統一されているため、勇者としての戦闘能力が「結城友奈の章」のものまで向上しているほか、精霊を使用しない勇者、「切り札」として精霊の力を纏うだけだった西暦の勇者にも「結城友奈の章」と同様の精霊とその姿が設定されている。また、世界観の関係でリスクなしで戦えるという設定のため、満開や西暦勇者の「切り札」はゲームシステムとしては登場しない。「結城友奈の章」や「乃木若葉の章」の該当シーンは会話パートのみで展開する。
2017年12月6日から園子（中学生）がプレイアブル実装された。
また当初、プレイアブルキャラクターは勇者のみだったが、2018年6月28日から巫女（ひなた・水都）がサポートキャラクターとしてプレイアブル実装された。

### キャラクター育成
勇者を育成するアイテムとして、『勇者であるシリーズ』ではお馴染みのうどんが登場する。与えるキャラクターとは別のキャラクターが調理するという形で登場するため、キャラクターによってさまざまなうどんが見られるのも特徴である。キャラクターによっては、別の種類の麺類（ラーメン、蕎麦、沖縄そば）に変化することもある。

## あらすじ
結城友奈たち讃州中学勇者部六人は、ある日部活中に樹海化現象とバーテックスの襲来に遭遇。彼女達の手元には何故か不要になったはずの変身アプリが戻っており、謎の声の導きで戸惑いながらもバーテックスを撃退する。
帰還した一同の前に現れたのは、謎の声の正体にして西暦時代からやってきた巫女・上里ひなた。彼女は、ここが神樹の内に作られた「特別な世界」であること、神樹を構成している土地神の強力な一柱が造反神となって偽者のバーテックスを生み出し反乱を起こしたことを語る。既に四国の大半は造反神に制圧されており、このまま土地神がバラバラになってしまえば、神樹はその力を大きく失ってしまう。勇者部一同は、それを阻止するために召喚されたのだ。
さらに神樹は、過去からもあらゆる時代の勇者を召喚。時代を超えて集結した勇者達による、造反神を鎮める戦いが始まった。

## 登場人物

### 結城友奈は勇者である
『花結いの章』第1話「予期せぬ出会い」から登場。
結城 友奈（ゆうき ゆうな）
声 - 照井春佳
高嶋友奈や赤嶺友奈と区別するために、基本的に西暦の勇者・巫女と鏑矢からは「結城（ちゃん、さん）」、神世紀の勇者・防人・巫女からは「友奈（ちゃん、さん）」と呼ばれている。例外として、園子（中学生）からは「ゆーゆ」、園子（小学生）からは「友奈先輩」、雪花からは「結城っち」、静からは「ユッキ」と呼ばれている。
精霊は「牛鬼」（ぎゅうき）。麺類は「調理成功」時は「かけうどん」、「調理大成功」時は「肉ぶっかけうどん」、親密度5以上のときは「ちくわ天うどん」。
東郷 美森（とうごう みもり）
声 - 三森すずこ
基本的に「東郷（さん、先輩）」と呼ばれているが、小学生時代の彼女（須美）と区別するため、園子（中学生）からは「わっしー」、園子（小学生）からは「わっしー先輩」、静からは「トゴ」と呼ばれている。また、銀からは「（大きい方の）須美」と呼ばれることがある。
精霊は「青坊主」（あおぼうず）。麺類は「調理成功」時は「かけうどん」、「調理大成功」時は「おろし醤油うどん」、親密度5以上のときは「力うどん」。
犬吠埼 風（いぬぼうざき ふう）
声 - 内山夕実
基本的に「風（さん、先輩）」と呼ばれているが、樹からは「お姉ちゃん」、園子（中学生）からは「フーミン先輩」、千景からは「犬吠埼さん」、雪花からは「先輩」、静からは「フー」と呼ばれている。
精霊は「犬神」（いぬがみ）。麺類は「調理成功」時は「かけうどん」、「調理大成功」時は「女子力うどん」、親密度5以上のときは「鍋焼きうどん」。
犬吠埼 樹（いぬぼうざき いつき）
声 - 黒沢ともよ
園子（中学生）と静からは「イッつん」と呼ばれている。
精霊は「木霊」（こだま）。麺類は「調理成功」時は「スペシャルうどん」、「調理大成功」時は「かけうどん」、親密度5以上のときは「卵とじうどん」。
三好 夏凜（みよし かりん）
声 - 長妻樹里
園子（中学生）からは「にぼっしー」、静からは「カリー」と呼ばれている。「楠芽吹は勇者である」では、共に勇者候補生であった芽吹とはお互い名字で呼び合っていたが、本作では互いに名前で呼び合っている。
精霊は「義輝」（よしてる）。麺類は「調理成功」時は「かけうどん」、「調理大成功」時は「にぼしうどん」、親密度5以上のときは「わかめうどん」。
乃木 園子（のぎ そのこ）
声 - 花澤香菜
『花結いの章』では当初、切り札として温存されたため勇者に変身することはなかったが、第13話「遠方にある人を思う」から変身可能となり参戦した。
園子（小学生）と区別するため、基本的に呼び捨てか「さん」付けで呼ばれることが多い。例外として、結城友奈と高嶋友奈からは「園ちゃん」、美森からは「そのっち」、風からは「乃木」、園子（小学生）からは「園子先輩」、杏からは「園子先生」、静からは「ソノ」と呼ばれている。また、銀からは「大きい方の園子」と呼ばれることもある。
精霊は「鴉天狗」（からすてんぐ）。麺類は「調理成功」時は「かけうどん」、「調理大成功」時は「釜玉うどん」、親密度5以上のときは「たぬきうどん」。

### 鷲尾須美は勇者である
『花結いの章』第2話「集う喜び」から登場。
鷲尾 須美（わしお すみ）
声 - 三森すずこ
東郷美森の小学生時代の姿。
中学生時代の彼女（美森）と区別するため、基本的に「須美（ちゃん）」と呼ばれる。例外として、園子（小学生）からは「わっしー」、園子（中学生）からは「リトルわっしー」、千景からは「鷲尾さん」、静からは「すみりん」と呼ばれている。
精霊は「刑部狸」（ぎょうぶだぬき）。麺類は「調理成功」時は「かけうどん」、「調理大成功」時は「おろし醤油うどん」、親密度5以上のときは「梅干しうどん」。
乃木 園子（のぎ そのこ）
声 - 花澤香菜
園子（中学生）と区別するため、基本的に「ちゃん」付けで呼ばれることが多い。例外として、風と銀からは「園子」、園子（中学生）と須美からは「そのっち」、若葉からは「乃木」、球子からは「ソノ」、歌野からは「園子君」、静からは「ノギノギ」と呼ばれている。
精霊は「鉄鼠」（てっそ）。麺類は「調理成功」時は「かけうどん」、「調理大成功」時は「釜玉うどん」、親密度5以上のときは「とり天うどん」。
三ノ輪 銀（みのわ ぎん）
声 - 花守ゆみり
精霊は「鈴鹿御前」（すずかごぜん）。園子（小中両者）からは「ミノさん」、静からは「ギン坊」と呼ばれる。麺類は「調理成功」時は「かけうどん」、「調理大成功」時は「天ぷらうどん」、親密度5以上のときは「カレーうどん」。
安芸（あき）先生
声 - 佐藤利奈
本作では「鷲尾須美の章」で「教師」、「楠芽吹の章」で「女性神官」として、台詞のみ登場する。「花結いの章」では銀が「安芸先生」と名前を挙げている。

### 乃木若葉は勇者である
ひなたは『花結いの章』第1話「予期せぬ出会い」から、若葉・（高嶋）友奈・千景・球子・杏は『花結いの章』第3話「うれしい知らせ」から登場。
乃木 若葉（のぎ わかば）
声 - 大橋彩香
原作では、歌野とは「勇者通信」を通して会話するのみで、互いに苗字呼びで敬語を用いて会話していたが、本作では互いに下の名前を呼び捨て・対等な口調で会話している。
園子（中学生）からは「わかちゃん」、園子（小学生）からは「御先祖様」、静からは「若」と呼ばれている。
精霊は「義経」（よしつね）と「大天狗」（だいてんぐ）。麺類は「調理成功」時は「かけうどん」、「調理大成功」時は「きつねうどん」。
高嶋 友奈（たかしま ゆうな）
声 - 照井春佳
結城友奈や赤嶺友奈と区別するために、西暦の勇者・巫女からは「友奈（ちゃん、さん）」、神世紀の勇者・防人・巫女と鏑矢からは「高嶋（ちゃん、さん、先輩）」、園子（中学生）からは「たかしー」、静からは「タッキー」と呼ばれている。
精霊は「一目連」（いちもくれん）と「酒呑童子」（しゅてんどうじ）。麺類は「調理成功」時は「かけうどん」、「調理大成功」時は「肉ぶっかけうどん」。
郡 千景（こおり ちかげ）
声 - 鈴木愛奈
結城友奈からは「グンちゃん」、園子（中学生）からは「ちーちゃん」、高嶋友奈からは「ぐんちゃん」、静からは「チー」と呼ばれている。
精霊は「七人御先」（しちにんみさき）。麺類は「調理成功」時は「インスタントうどん」、「調理大成功」時は「かけうどん」、2020年2月3日から3月26日までは期間限定で「どん兵衛」。
土居 球子（どい たまこ）
声 - 本渡楓
結城友奈と高嶋友奈と雪花からは「タマちゃん」、風からは「タマ」、園子（中学生）からは「タマ坊」、杏からは「タマっち先輩」、静からは「タマりん」と呼ばれている。
精霊は「輪入道」（わにゅうどう）。麺類は「調理成功」時は「かけうどん」、「調理大成功」時は「どじょううどん」。
伊予島 杏（いよじま あんず）
声 - 近藤玲奈
結城友奈と高嶋友奈からは「アンちゃん」、園子（中学生）からは「あんずん」と呼ばれている。
精霊は「雪女郎」（ゆきじょろう）。麺類は「調理成功」時は「かけうどん」、「調理大成功」時は「サラダうどん」。
上里 ひなた（うえさと ひなた）
声 - 高野麻里佳
本作において過去の時代から現れた最初の人物。「神樹様の中の世界」に歴代の勇者を集結させる役目を担う。
結城友奈と高嶋友奈からは「ヒナちゃん」、園子（中学生）からは「ひなタン」、静からは「ひなちゃん」と呼ばれている。
麺類は「調理成功」時は「かけうどん」、「調理大成功」時は「とろろうどん」。

### 白鳥歌野は勇者である
『花結いの章』第4話「懐かしい想い出」から登場。
白鳥 歌野（しらとり うたの）
声 - 諏訪彩花
原作では、若葉とは「勇者通信」を通して会話するのみで、互いに苗字呼びで敬語を用いて会話していたが、本作では互いに下の名前で呼び捨て・対等な口調で会話している。
園子（中学生）からは「農業王」、水都からは「うたのん」、静からは「うたちゃん」と呼ばれている。
精霊は「覚」（さとり）。麺類は「調理成功」時は「かけうどん」、「調理大成功」時は「信州そば」。
藤森 水都（ふじもり みと）
声 - 長縄まりあ
園子（中学生）からは「ミトりん」、歌野からは「みーちゃん」、静からは「みとりん」と呼ばれている。
麺類は「調理成功」時は「かけうどん」、「調理大成功」時は「信州そば」。

### 楠芽吹は勇者である
配信開始1周年記念の生放送にて参戦が発表された。
亜耶は『花結いの章』第20話「無垢で深い愛」、芽吹・雀・夕海子・しずく（シズク）は第23話「誤解を解く」から登場。
楠 芽吹（くすのき めぶき）
声 - 田中美海
原作では、共に勇者候補生であった夏凜とはお互い名字で呼び合っていたが、本作では互いに名前で呼び合っている。
園子（中学生）からは「メブー」、球子と雀からは「メブ」、静からは「メッブ」と呼ばれている。
精霊は「尊氏」（たかうじ）。麺類は「調理成功」時は「かけうどん」、「調理大成功」時は「わかめうどん」。
加賀城 雀（かがじょう すずめ）
声 - 種﨑敦美
園子（中学生）には、自らの希望で「チュン助」と呼ばせてもらっている。また静からは「スッズ」と呼ばれている。
精霊は「波山」（ばさん）。麺類は「調理成功」時は「かけうどん」、「調理大成功」時は「みかんうどん」。
山伏 しずく（やまぶし しずく） / 山伏 シズク
声 - 石上静香
園子（中学生）からは「しずしず/シズシズ」、静からは「しずたん」と呼ばれている。
精霊は「雷獣」（らいじゅう）。麺類は「調理成功」時は「かけうどん」、「調理大成功」時は「徳島ラーメン」。
弥勒 夕海子（みろく ゆみこ）
声 - 大空直美
祖先の蓮華がいるが、基本的に「弥勒（さん、先輩）」で呼ばれる。例外として、園子（中学生）からは「ゆみきち」、鏑矢からは「夕海子」、静からは「ユミー」と呼ばれている。
精霊は「座敷童」（ざしきわらし）。麺類は「調理成功」時は「かけうどん」、「調理大成功」時は「カツオのたたき」。
国土 亜耶（こくど あや）
声 - 大野柚布子
園子（中学生）からは「あーや」、雀からは「あやや」、静からは「アヤアヤ」と呼ばれている。
麺類は「調理成功」時は「かけうどん」、「調理大成功」時は「ぶっかけ天うどん」。

### 上里ひなたは巫女である
電撃G's magazine2021年2月号にて参戦が発表された。
2021年1月より『きらめきの章』第11話から登場。
安芸 真鈴（あき ますず）
声 - 田澤茉純
西暦時代の巫女であり、球子と杏を見出した。愛媛県出身。中学3年生。好物はキウイフルーツ、みかん。実家が雀荘であり、麻雀が得意。美佳とは西暦時代のルームメイト。
球子と杏と仲が良く、召喚前は年に1,2回会っていた。天恐の弟がおり、治療を優先してもらうために巫女になった。ガサツな性格が故に美佳に指摘されることが多いが、面倒見が良い。
園子（中学生）からは「マリン」、静からは「すずやん」と呼ばれている。
麺類は「調理成功」時は「かけうどん」、「調理大成功」時は「じゃこ天うどん」。
花本 美佳（はなもと よしか）
声 - 宮原颯希
西暦時代の巫女であり、千景を見出した。高知県出身。中学2年生。好物はカツオ。勇者に対して敬意を払っており、名前に様を付けて敬語で接する。名前をミカと呼び間違えられることが多い。真鈴とは西暦時代のルームメイト。
千景とはバーテックスの襲撃の際に神社で出会い、呼び間違えられる名前を初めて正しく読んでくれたことや儚い見た目から、神と勘違いした。ゲーム内では最大限の敬意を払って千景に接しているが、本人は息苦しさを感じている。
園子（中学生）からは「よしよし」、静からは「花ちゃん」と呼ばれている。
麺類は「調理成功」時は「かけうどん」、「調理大成功」時は「鰹のタタキうどん」。

### 芙蓉友奈は勇者でない
アニメ『結城友奈は勇者である -大満開の章-』4話の最後にて参戦が発表された。『勇者史外典』2話で先行登場し、『きらめきの章』19話から本格的に登場した。
芙蓉・リリエンソール・友奈（ふよう・りりえんそーる・ゆうな）
声 - 照井春佳
神世紀29年の世界から召喚された中学2年生。アメリカと日本のハーフ。幼い時は子役としてCMやドラマに出演していた。可愛い顔に反して行動や言動に落ち着きがない。実際に見ていないものは信じないという信念で、大赦によって隠された西暦時代の史実に懐疑的な思考を持っている。勇者部の設立者で、壁を越えることを目標としている。
ゲーム内では勇者の力が与えられ、武器は薙刀。変身後は髪に赤みを帯び、カラフルな髪飾りを付けている。
園子（中学生）からは「ユリリ」、静からは「フッちゃん」と呼ばれている。
麺類は「調理成功」時は「ーうどん」、「調理大成功」時は「ーうどん」。
柚木 友奈（ゆずき ゆうな）
声 - 杉山里穂
リリと同じ時代から召喚された中学2年生。171cmの高身長で、バスケ部やバレー部にバイトとして呼ばれることが多い。何事にも過大な評価を受けてしまう友奈の名前を嫌っている。自分が凡人であることを自覚しており、「力」を欲している。
ゲーム内では勇者の力が与えられ、武器はチェーンソー。変身後は毛先と目が赤くなる。
園子（中学生）からは「ユズナ」、静からは「ユッちゃん」と呼ばれている。
麺類は「調理成功」時は「ーうどん」、「調理大成功」時は「ーうどん」。

### 本作オリジナルキャラクター
雪花と棗は『乃木若葉は勇者である』上巻にて「北方の大地と南西の諸島にほんの僅かに生存者の反応があったらしい」と語られており、赤嶺友奈はアニメ『鷲尾須美の章』にて瀬戸大橋跡地の石碑に「赤嶺」の家名が刻まれており、『追憶の園子』や『楠芽吹は勇者である』で「神世紀72年に弥勒家と共に四国全土で発生した大規模テロから四国を救った人物」として断片的にその存在が示唆されていた。いずれも本作にて初めて容姿や名前・声などの詳細な設定が明かされた。
雪花・棗は『花結いの章』第5話「勝利への決意」から登場。赤嶺友奈は『花結いの章』第11話「前途洋々」で声のみ登場し、第12話「敵意」から本格的に登場。蓮華は第23話で名前のみ登場し、静ともに『きらめきの章』に先行して『赤嶺友奈の章』に登場。その後『きらめきの章』4話から本格的に登場。美咲と姫は『きらめきの章』13話から登場。

#### 西暦時代の勇者
秋原 雪花（あきはら せっか）
声 - 千本木彩花
年齢（学年）：14歳（中学2年生） / 誕生日：1月18日 / 身長：157cm / 血液型：A型 / 出身地：北海道 / 好きな食べ物：ラーメン
西暦時代に北海道旭川市のカムイコタン周辺で戦っていた勇者。下ぶち眼鏡とカチューシャが特徴。明るく社交的な性格で友人が多い。常に笑顔を絶やさないが、飄々としていて掴みどころがなく、裏ではかなりクレバーで計算して立ちまわることが多い。虫が苦手。服好きで裁縫もできるため、イベントや行事では勇者部員の衣装担当となることが多い。
勇者としての武器は投げ槍。
なお、北海道（アイヌ）の神（カムイ）は日本神話の土地神の集合体である神樹とは系統が異なり、精霊と勇者がテレパシーで会話できるなどの細かい差異がある。
結城友奈と高嶋友奈からは「せっちゃん」園子（中学生）からは「アッキー」、静からは「せっち」と呼ばれている。
精霊は「桂蔵坊」（けいぞうぼう）。麺類は「調理成功」時は「かけうどん」、「調理大成功」時は「旭川ラーメン」。
古波蔵 棗（こはぐら なつめ）
声 - 山本希望
年齢（学年）：15歳（中学3年生） / 誕生日：7月20日 / 身長：165cm / 血液型：O型 / 出身地：沖縄県 / 好きな食べ物：沖縄そば
西暦時代に沖縄県南城市の海で戦っていた勇者。長身と健康的な褐色肌が特徴。一見すると野性的でアクティブそうな外見に反して、その実、無口で心優しい少女。一度口にしたことは必ず守り、誠実で非常に面倒見がよい性格の持ち主。天然かつマイペースのため、度々勇者部員を困惑させる。同学年の風とは相性が良く、よく園子たちの小説のネタにされる。
変身後は髪が白色に変化し、全体的に白を基調とした衣装に変化する。雪花同様に神樹とは別系統の沖縄（琉球）の神の力を受けている。勇者としての武器は琉球古武術のヌンチャクで、非常に強力な打撃でバーテックスに立ち向かう。
園子（中学生）からは「なっち」、赤嶺友奈からは「お姉様」、静からは「ナッツ」と呼ばれている。
精霊は「水虎」（すいこ）。 麺類は「調理成功」時は「かけうどん」、「調理大成功」時は「沖縄そば」。

#### 神世紀72年の時代の人物
赤嶺 友奈（あかみね ゆうな）
声 - 照井春佳
年齢（学年）：14歳（中学2年生） / 誕生日：10月8日 / 身長：154cm / 血液型：B型 / 出身地：高知県 / 好きな食べ物：うどん
本人いわく「造反神の勇者」で、本来は神世紀の序盤を生きた人物。顔立ちは結城友奈、高嶋友奈に似ているが、髪型が2人と異なり、肌が褐色である。その素性は謎めいており、性格も結城、高嶋とは似ていないが、説明が下手で擬音交じりの曖昧な表現になってしまう点は共通している。
蓮華からは「友奈」、静からは「アカナ」と呼ばれている。それ以外の勇者・巫女・防人からは結城友奈や高嶋友奈と区別するため、基本的に「赤嶺（ちゃん、さん、先輩）」と呼ばれる。ただし園子（中学生）からは「赤嶺ゆーゆ」と呼ばれている。
元いた時代では神世紀72年に、神樹の力をふるってテロリストを制圧する「鏑矢」の任務についていた。趣味はストリートダンス。また筋肉好き。
赤嶺家の祖先は西暦末期に沖縄から四国に避難してきた一族で、避難する際に棗に守られたという。そのため赤嶺友奈も棗を「お姉様」と呼び、尊敬している。
鏑矢の任務中は制服を着るが、『花結いの章』『きらめきの章』では勇者装束に変身する。武器は手甲にブレード状の装備がついたような形状をしている。精霊は「山本五郎左衛門」。うどんは「調理成功」時は「かけうどん」、「調理大成功」時は「肉ぶっかけうどん」。
弥勒 蓮華（みろく れんげ）
声 - 伊藤美来
年齢（学年）：14歳（中学2年生） / 誕生日：8月16日 / 身長：157cm / 血液型：O型 / 出身地：高知県 / 好きな食べ物：うどん
夕海子の先祖で、赤嶺友奈とともに鏑矢の任務についていた人物。自身と弥勒家に誇りを持っており、自分のブロマイドを初対面の人に渡そうとする。また家事全般が得意で世話焼きな一面もある。赤嶺友奈をライバル視していてよく張り合っているが、赤嶺友奈にはベストな状態でいてほしいため世話を焼いている。基本的に年上にも敬語は使わないが、鏑矢時代にゲームに負けた関係で静には唯一敬語を使っている。
鏑矢時代は若葉から剣の稽古を受けており、初めてその実力を目のあたりにしたときは赤嶺とともに圧倒的な敗北感を感じたと言う。(その師匠が乃木若葉であることは明言していない)。
赤嶺友奈からは「レンち」、静からは「ロック」、夕海子からは「ご先祖様」、結城友奈と高嶋友奈からは「レンちゃん」、園子（中学生）からは「ミロ」と呼ばれている。
赤嶺友奈と同様、鏑矢の任務中は制服を着るが、『きらめきの章』では勇者装束にに変身する。武器は光の剣で、蓮華は精霊刀と命名した。上述のことから、太刀筋が若葉に似ていると指摘されている。
精霊は「金霊」。うどんは「調理成功」時は「かけうどん」、「調理大成功」時は「海老天ぶっかけうどん」。
桐生 静（きりゅう しずか）
声 - 松井恵理子
年齢（学年）：15歳（中学3年生） / 誕生日：3月10日 / 身長：160cm / 血液型：AB型 / 出身地：香川県 / 好きな食べ物：うどん
鏑矢の2人を支えた巫女。お笑いが好きで、その影響でエセ関西弁を話す。大人しい性格の多い巫女の中では珍しく活発で、本人曰く「静という名前の中で一番静かじゃない」。面白いことを求めるあまりよく問題を起こすトラブルメーカーで、若葉やひなたからお仕置きを受けることも多い。
赤嶺友奈からは「シズ先輩」、蓮華からは「シズさん」、園子（中学生）からは「しずぽよ」と呼ばれている。
うどんは「調理成功」時は「かけうどん」、「調理大成功」時は「小田巻蒸し」。

#### 神世紀168年の時代の人物
天馬 美咲（てんま みさき）
声 - 鬼頭明里
年齢（学年）：14歳（中学2年生） / 誕生日：不明 / 身長：162cm / 血液型：O型 / 出身地：香川県 / 好きな食べ物：うどん
『きらめきの章』にて中立神の巫女として登場するノンプレイヤーキャラ。姫からは「みさきち」と呼ばれている。
一人称は僕。信仰心に篤く、絶対的な神に憧れていて、巫女になるため鍛錬を積んでいた。元の世界では大赦の巫女になれなかったという過去を持っており、共通点の多い芽吹とは馬が合う。一見知的で物腰柔らかだが、思考は過激。
法花堂 姫（ほっけどう ひめ）
声 - ファイルーズあい
年齢（学年）：14歳（中学2年生） / 誕生日：不明 / 身長：157cm / 血液型：B型 / 出身地：徳島県 / 好きな食べ物：ラーメン
『きらめきの章』にて中立神の巫女として登場するノンプレイヤーキャラ。
外見はいわゆるギャルで、自由奔放で遊び歩くことが好き。動画投稿を趣味とし、よく動画を取っている。

## スタッフ
- 原作 - Project 2H
- 企画原案 - タカヒロ（みなとそふと）
- シナリオ - タカヒロ、朱白あおいほか
- キャラクターデザイン原案 - BUNBUN
- キャラクターグラフィック監修 - Studio五組
- 音楽 - MONACA
- 背景 - チーム・ティルドーンほか
- デフォルメキャラクターデザイン原案 - 娘太丸
- 設定協力 - 滝乃大祐（『乃木若葉は勇者である』コミカライズ担当）

## ショートアニメ
『結城友奈は勇者である ちゅるっと！』のタイトルでショートアニメが2021年4月10日から6月26日まで毎日放送・TBS系列の土曜未明（金曜深夜）枠『スーパーアニメイズム』枠"おしり"にて放送された。「花結いのきらめき」に登場するキャラクター27人 が総登場する。

### スタッフ（アニメ）
- 原作 - Project 2H[13]
- 企画原案 - タカヒロ[13]
- 監督・アニメーションキャラクターデザイン - 宮嶋星矢[13]
- シリーズ構成・脚本 - はるか[13]
- 総作画監督・演出 - 雛田ゆいち
- キャラクターデザイン原案 - BUNBUN[13]
- デフォルメキャラクターデザイン原案 - 娘太丸[13]
- 美術監督 - 山口雅範
- 撮影監督 - 林昌宏
- 音響監督 - 飯田里樹
- 音楽 - 岡部啓一、MONACA[13]
- 音楽プロデューサー - 鎗水善史
- チーフプロデューサー - 笹木孝弘、丸山博雄（毎日放送）、湯浅隆明、青木隆夫、外川明宏
- プロデューサー - 木下哲哉、前田俊博（毎日放送）、斉藤康夫、丸尾加奈江、鍋岩晶子、長谷川嘉範、宮城惣次
- アニメーションプロデューサー - 内海洋、青木泰寛
- アニメーション制作 - DMM.futureworks/ダブトゥーンスタジオ[13]
- 製作 - 結城友奈は勇者である製作委員会、MBS

### 各話リスト
| 話数 | サブタイトル             | 絵コンテ   | 初放送日       |
| ---- | ------------------------ | ---------- | -------------- |
| #1   | ちゅるっと始まる物語     | 宮嶋星矢   | 2021年 4月10日 |
| #2   | ちゅるっと錬成           | 雛田ゆいち | 4月17日        |
| #3   | その手は神の手           | 雛田ゆいち | 4月24日        |
| #4   | 白き事うどんの如し       | 雛田ゆいち | 5月1日         |
| #5   | 勇者はうどんの夢を見るか | 雛田ゆいち | 5月8日         |
| #6   | 打倒うどん宣言           | 雛田ゆいち | 5月15日        |
| #7   | 勇者の器                 | 湯野さわこ | 5月22日        |
| #8   | 信じる心にうどんは宿る   | 湯野さわこ | 5月29日        |
| #9   | 湯気の向こうに見る世界   | 雛田ゆいち | 6月5日         |
| #10  | 落し物はなんですか？     | 雛田ゆいち | 6月12日        |
| #11  | 饂飩ノ正義ハ我二有リ     | 雛田ゆいち | 6月19日        |
| #12  | すすれ、力の限りに！     | 雛田ゆいち | 6月26日        |

### 放送局
| 放送期間                | 放送時間                | 放送局                                           | 対象地域 | 備考                               |
| ----------------------- | ----------------------- | ------------------------------------------------ | -------- | ---------------------------------- |
| 2021年4月10日 - 6月26日 | 土曜 1:50頃（金曜深夜） | 毎日放送（製作参加）をはじめとする TBS系列全28局 | 日本国内 | 『スーパーアニメイズム』枠"おしり" |
| 2021年4月15日 - 7月1日  | 木曜 22:00 - 22:05      | AT-X                                             | 日本全域 | CS放送 / リピート放送あり          |

| 毎日放送・TBS系列 スーパーアニメイズム"おしり" | 毎日放送・TBS系列 スーパーアニメイズム"おしり" | 毎日放送・TBS系列 スーパーアニメイズム"おしり" |
| 前番組                                         | 番組名                                         | 次番組                                         |
| ---------------------------------------------- | ---------------------------------------------- | ---------------------------------------------- |
| 犬と猫どっちも飼ってると毎日たのしい           | 結城友奈は勇者である ちゅるっと！              | 俺、つしま                                     |

### Blu-ray
「結城友奈は勇者である-大満開の章-」のBlu-ray BOXの映像特典に本作が収録された（上巻：1～6話、下巻：7～12話）。

## Webラジオ
- ラジオ『結城友奈は勇者である 花結いのきらめき』勇者部活動報告

2020年6月5日から2021年9月17日まで音泉にて配信された。パーソナリティは結城友奈、高嶋友奈、赤嶺友奈役の照井春佳、弥勒蓮華役の伊藤美来、桐生静役の松井恵理子が担当。
- 『結城友奈は勇者である 花結いのきらめき』勇者部活動報告

2022年3月4日から同年9月16日まで音泉とYoutubeのKADOKAWAanimeチャンネルにて配信された。パーソナリティは結城友奈、高嶋友奈、赤嶺友奈、芙蓉・リリエンソール・友奈役の照井春佳で、毎回ゲストパーソナリティが出演。
- ラジオ「『結城友奈は勇者である 花結いのきらめき』勇者部活動報告　うぇ～ぶ」

2023年7月27日からG'sチャンネルと音泉にて配信中。パーソナリティは結城友奈、高嶋友奈、赤嶺友奈役の照井春佳、犬吠埼風役の内山夕実が担当。

## 書籍

### 漫画
結城友奈は勇者である 勇者部びより Party♪
ComicWalkerおよびニコニコ漫画の『電撃G'sコミック』で2023年11月30日から2024年11月30日まで連載。『ゆゆゆい』の世界を舞台にした4コマ漫画。
- 2024年12月27日発売、ISBN 978-4-04-915998-1

### その他
- 『結城友奈は勇者である 花結いのきらめき 公式ファンブック』KADOKAWA、2019年4月30日発売[22]、ISBN 978-4-04-912434-7
- 『結城友奈は勇者である 花結いのきらめき ビジュアルファンブック』KADOKAWA、既刊1巻（2022年4月24日現在）
  1. 2022年4月4日発売[23]、ISBN 978-4-04-914415-4
- 『結城友奈は勇者である 花結いのきらめき Memorial Book』KADOKAWA、2022年11月18日発売[24]、ISBN 978-4-04-914706-3